# Ferdinand Tietz
Pour les articles homonymes, voir Tietz.
Adam Ferdinand Tietz, ou Dietz, baptisé le 5 juillet 1708 à Holtschitz (de) en royaume de Bohême et mort le 17 juin 1777 au château de Seehof en Franconie, est un sculpteur allemand rococo de l'ère baroque.

## Biographie
Ferdinand Tietz est le deuxième fils du sculpteur Johann Adam Dietz (il change son nom plus tard en Tietz) et devient, après avoir fait son apprentissage avec ses frères à l'atelier paternel, l'élève de Matthias Braun. Il collabore ensuite à partir de 1736 avec Balthasar Neumann à Wurtzbourg. Sa première œuvre individuelle reconnue sont les sculptures du maître-autel de l'église de Gaukönigshofen. Tietz fut sculpteur à la cour de cinq princes-évêques : Bamberg (1748-1784) où il est appelé dès 1748 par le prince-évêque Johann Philipp Anton von und zu Frankenstein ; Wurtzbourg (1736-1754) ; Trèves, à partir de 1754 ; Spire et Cologne. Il retourne à la cour de Bamberg à partir de 1760. Il est au service de six évêques successifs, dont trois issus de la famille de Schönborn.
On remarque nombre de ses œuvres dans les musées de Nuremberg et de Wurtzbourg, dix statues dans la chapelle du château de Malberg, les statues de la roseraie de Bamberg, et deux sculptures dans le jardin du musée apothicaire de Bad Münstereifel.
Les statues du parc du château de Veitshöchheim (1763-1768) et du château de Seehof (1762-1768) sont considérées comme ses chefs-d'œuvre.

## Galerie

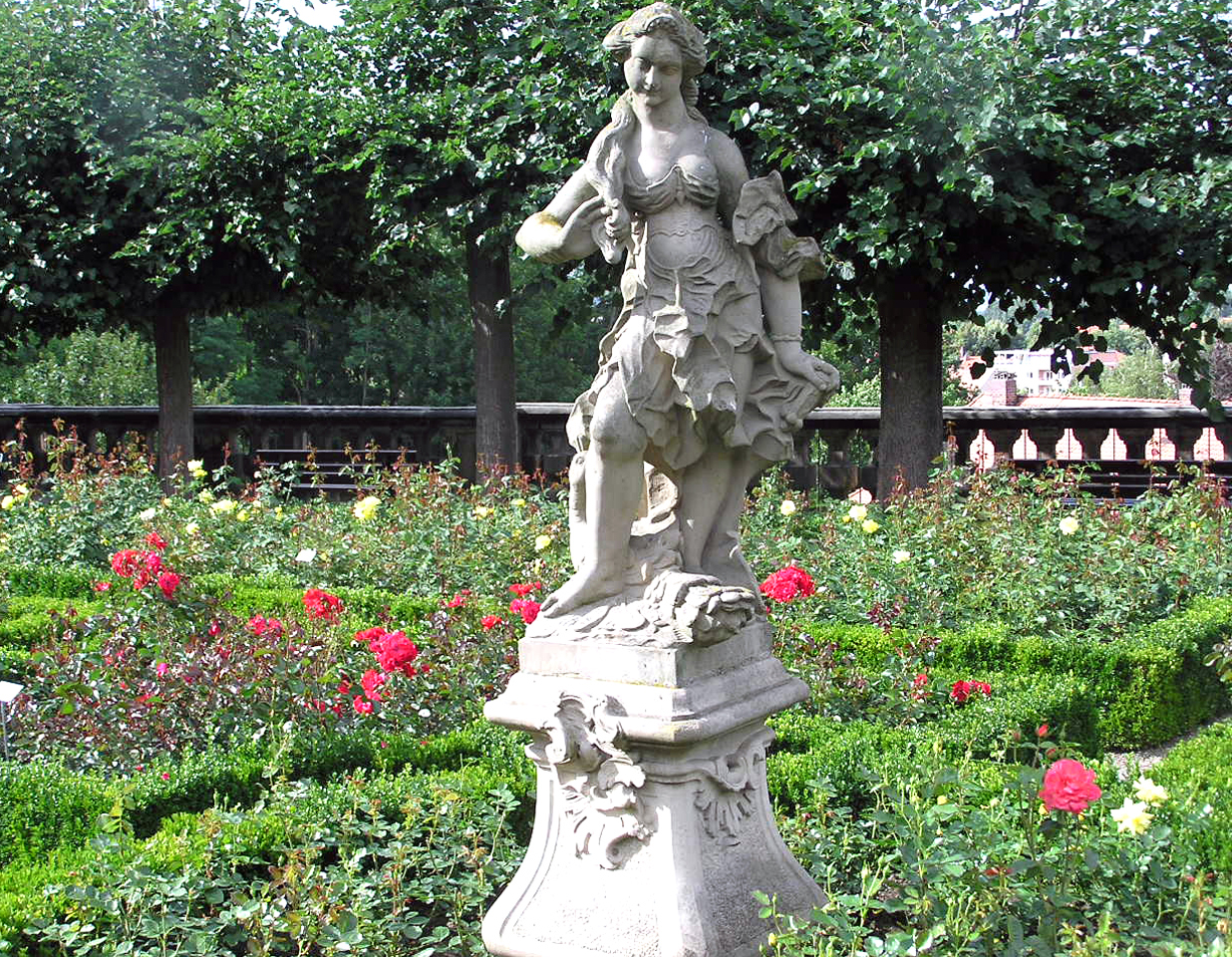
Statue de la roseraie du palais des princes-évêques de Bamberg
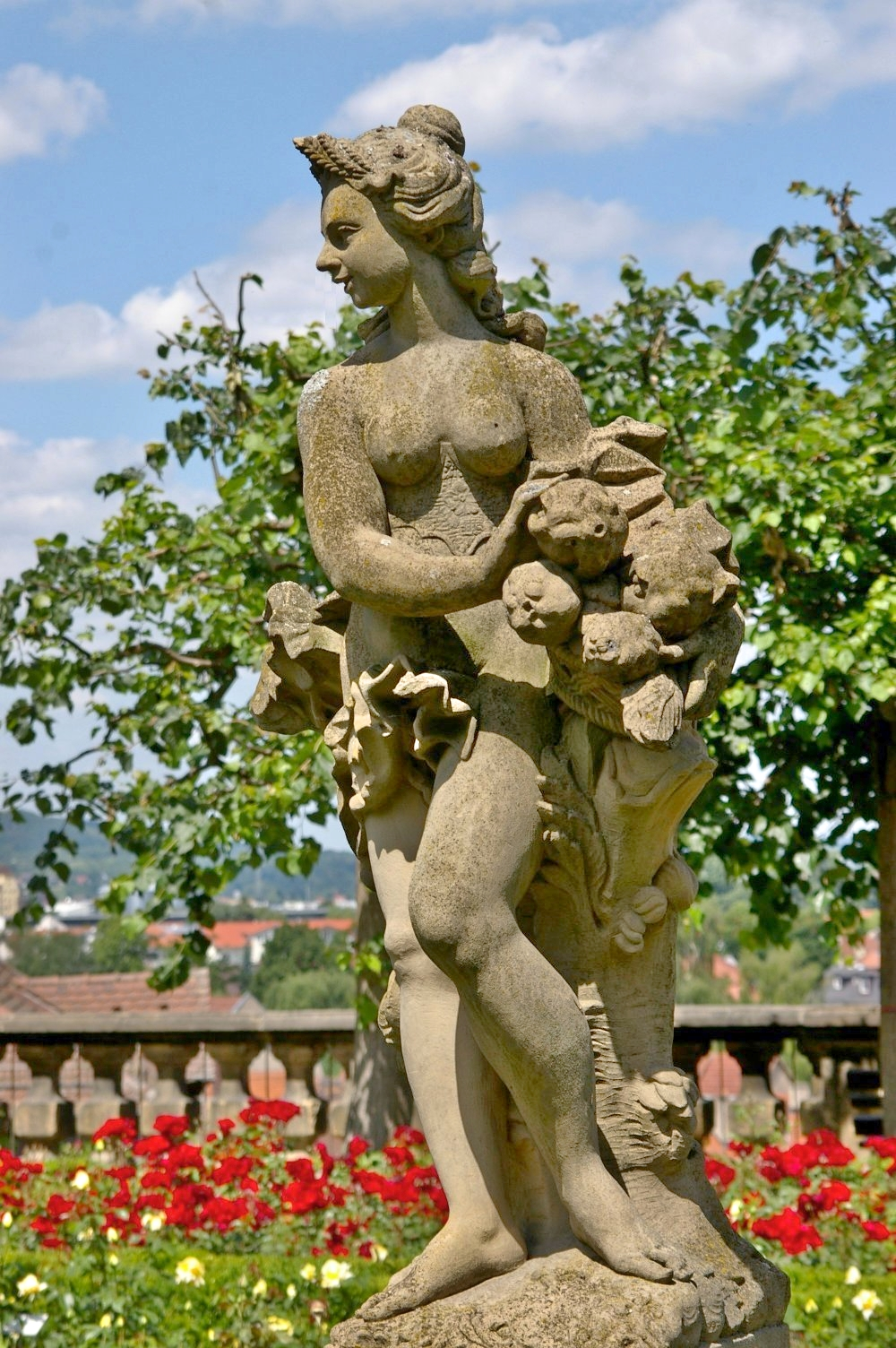
Statue de la roseraie de Bamberg
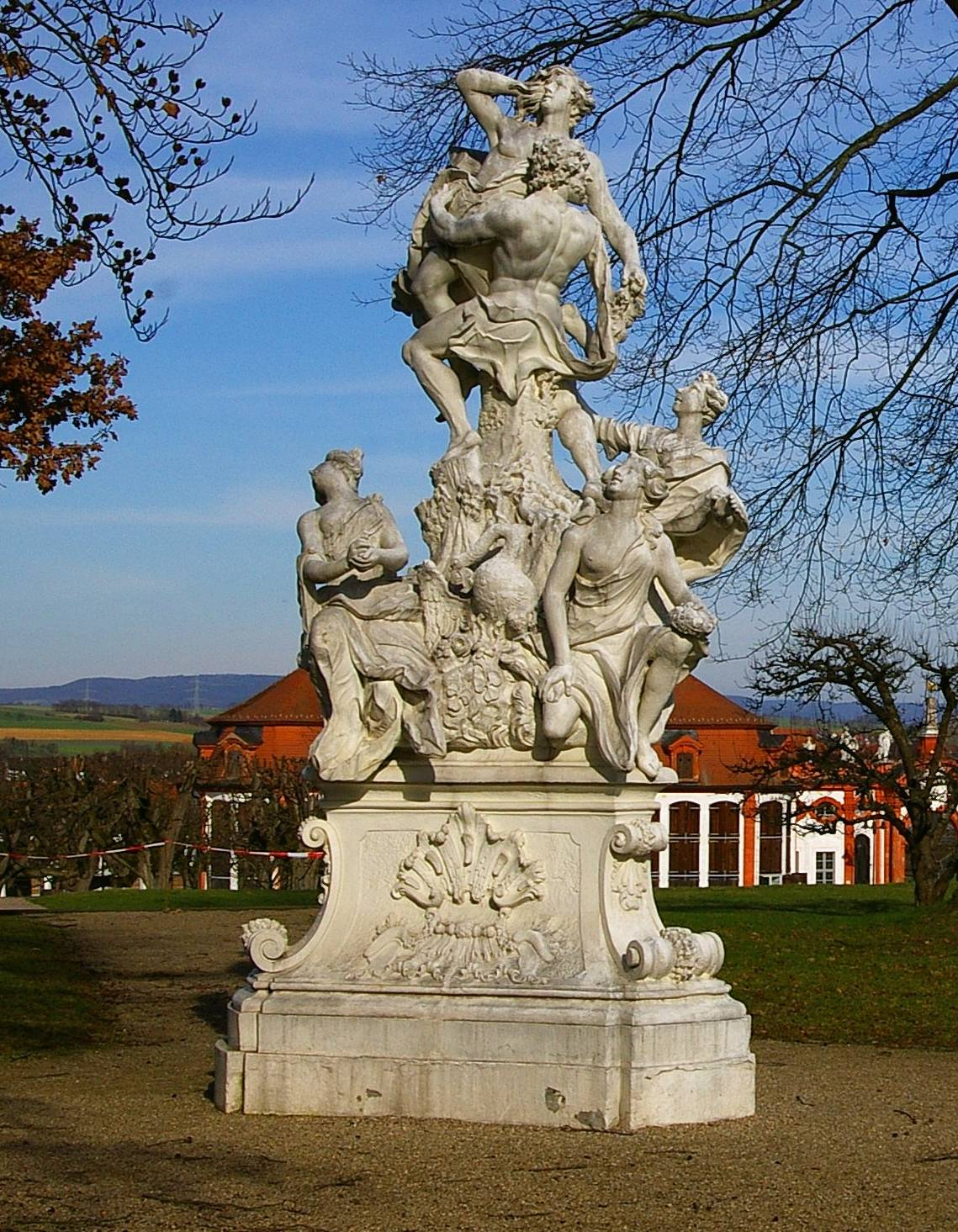
Statue de l' Enlèvement de Proserpine au château de Seehof
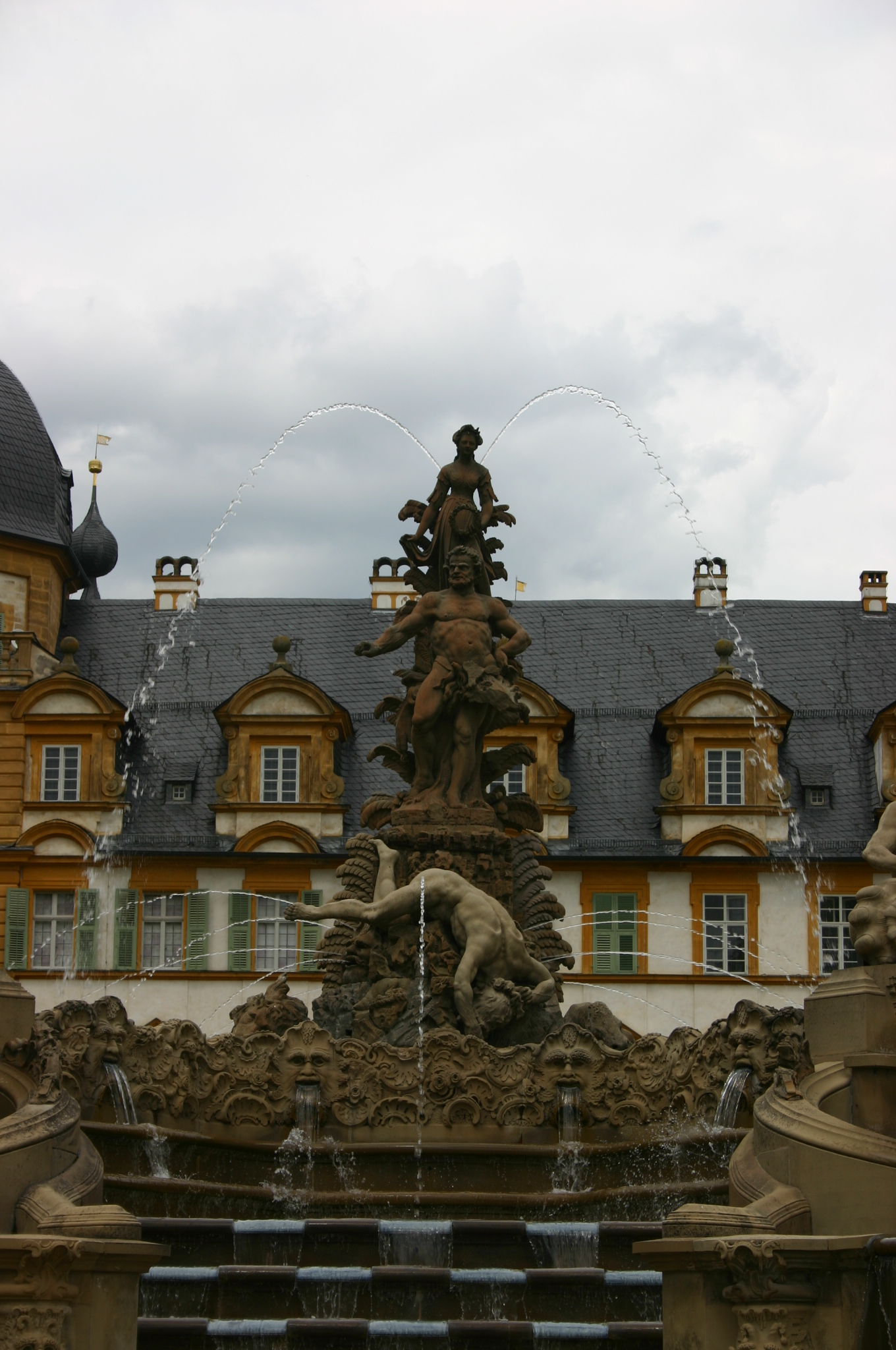
Fontaine d'Hercule du château de Seehof
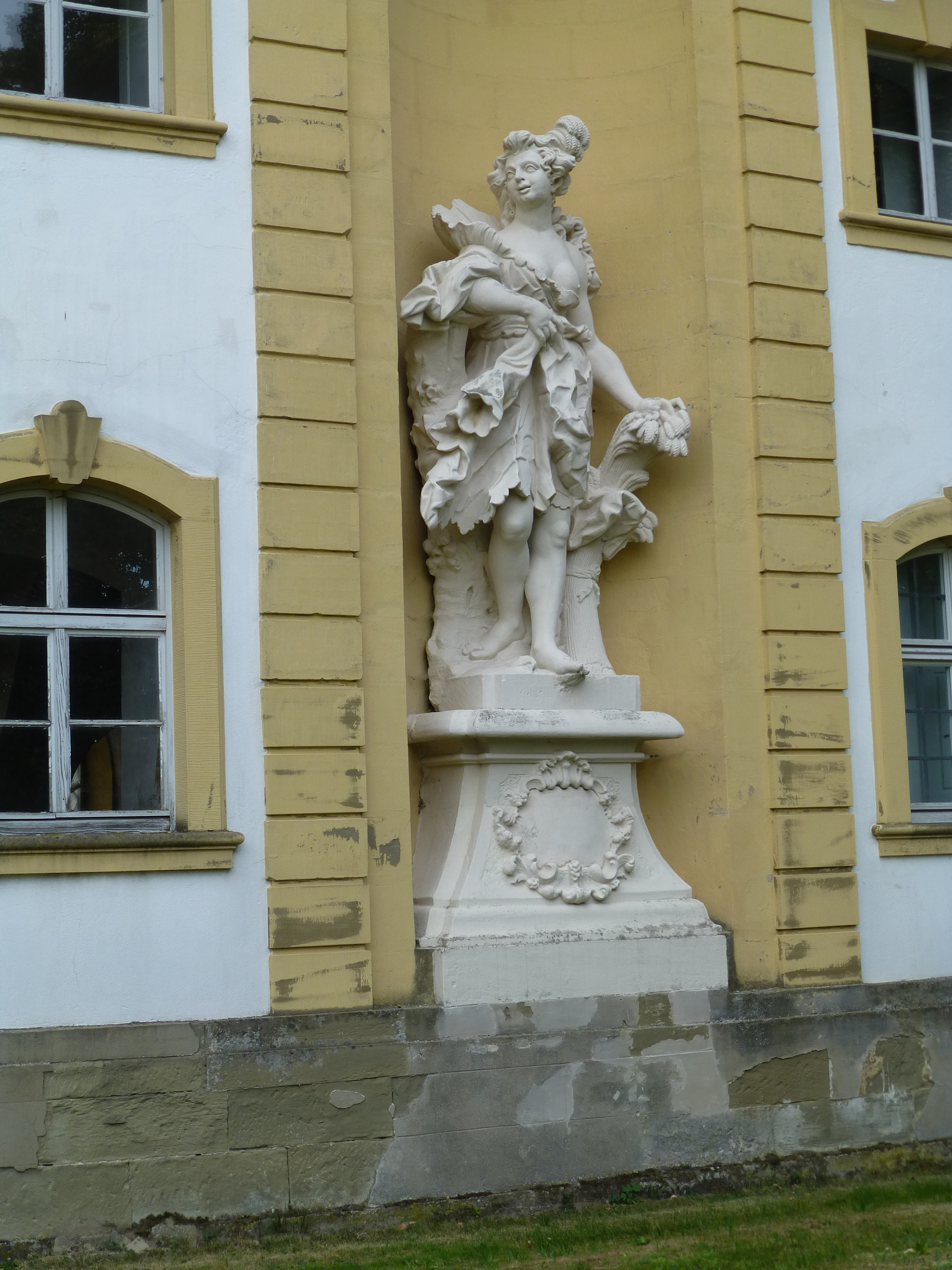
Toute la grâce rococo au château de Ullstadt, Steigerwald (Moyenne-Franconie)